# Hotel George

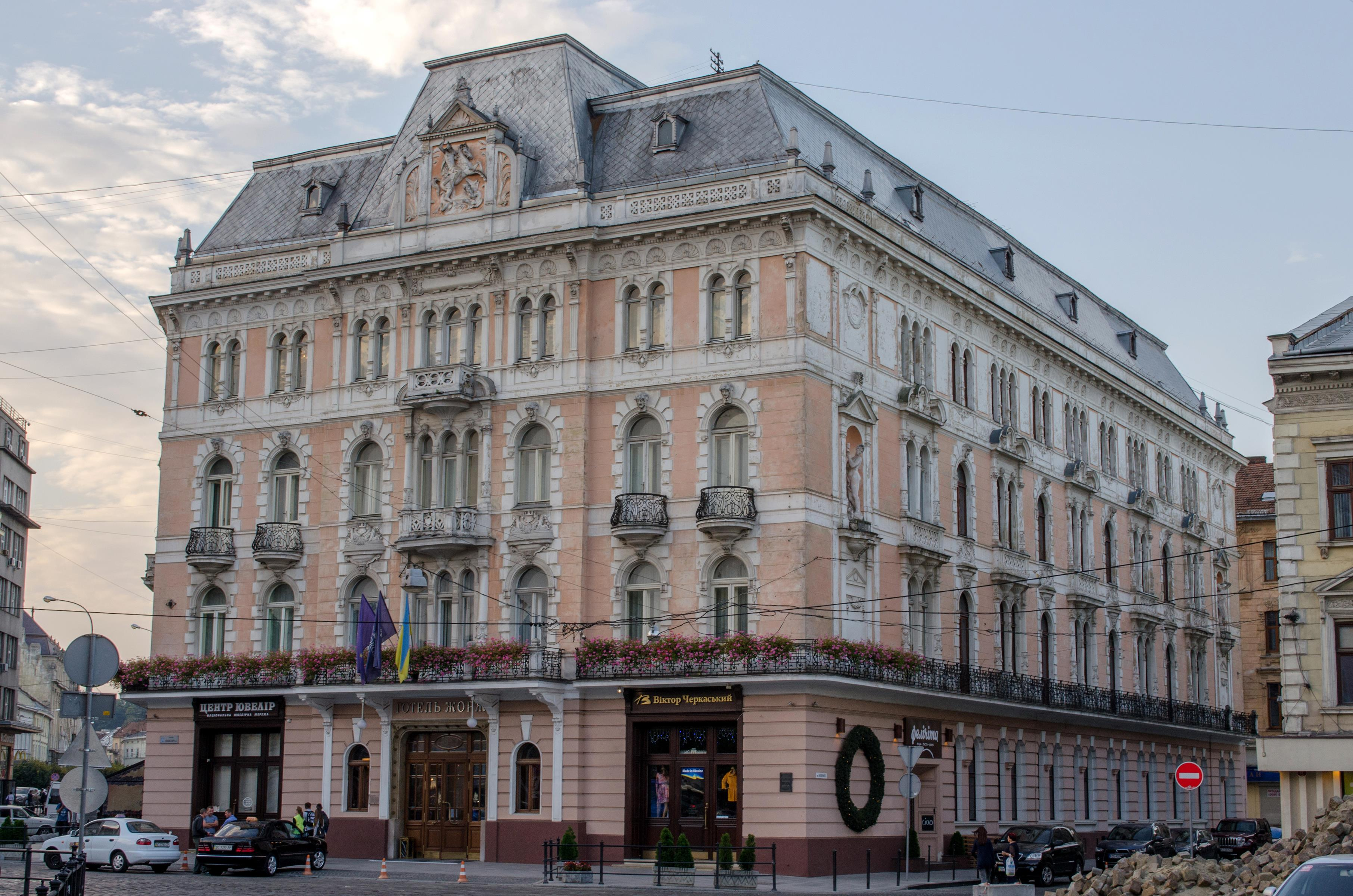
Hotel George

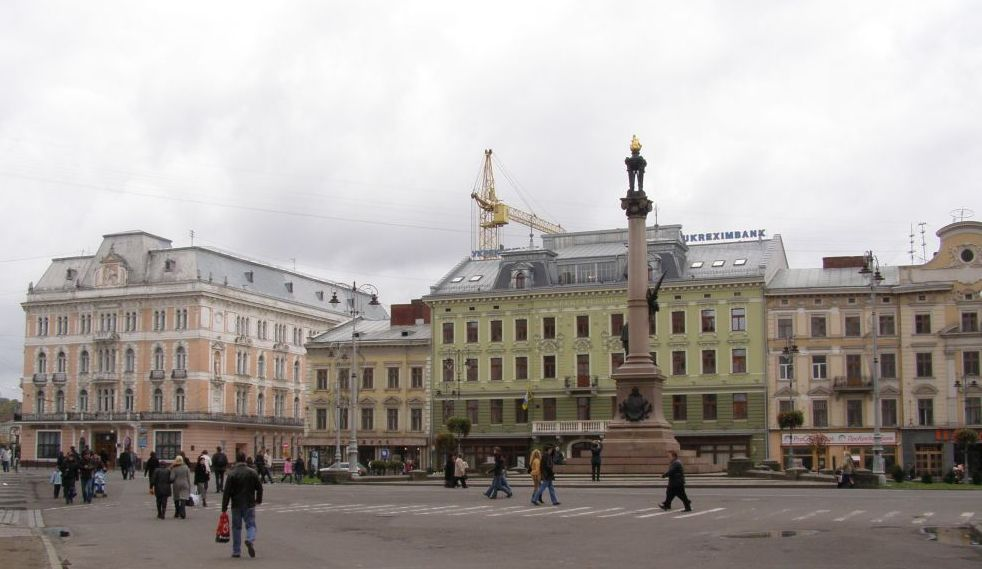
Straßenansicht

Das Hotel George (ukrainisch Готель Жорж Hotel Schorsch) ist ein traditionsreiches Hotel in Lemberg/Lwiw in der Ukraine.
Es befindet sich am Adam-Mickiewicz-Platz (площа Міцкевича) zwischen den Straßen Prospekt Schewtschenka (Проспект Шевченка) und wul. Mykoly Woronoho (вул. Миколи Вороного).

## Baugeschichte
Schon im Jahre 1793 wurde auf dem Grundstück ein Hotel errichtet, „Zu den drei Haken“ genannt. Im Jahre 1811 wurde es durch ein neues Gebäude unter dem Namen „Hotel de Russie“ ersetzt. Das dreigeschossige Gebäude mit zwei Einfahrten wurde mit Empire-Reliefs geschmückt. Seitens der Chorążczyzna-Straße (heute: Tschaikowski-Straße) befand sich ein großer Garten mit Gartenlauben. Das Hotel wurde 1816 vom Lemberger Kaufmann, Georg Hofmann (1778–1839) übernommen und nach dem Vornamen des neuen Inhabers benannt. Das Hotel wurde 1899 abgebrochen. Vorher, im Jahr 1888 hat der Lemberger Architekt Alfred Kamienobrodzki ein neues dreigeschossiges Hotelgebäude entworfen, aber es kam nicht zur Ausführung.
Es sind ein Bild von Franz Kowalischyn und einige Lichtbilder erhalten, eines davon zeigt den Abbruch des alten Gebäudes im April 1899.
Das neue Hotelgebäude wurde 1899–1901 nach den Plänen des Wiener Architektenteams Büro Fellner & Helmer errichtet, unter der Teilnahme der Lemberger Architekten Iwan Lewynskyj und Julian Cybulski.
Das Hotel wurde feierlich am 8. Januar 1901 eröffnet. Es umfasste zu diesem Zeitpunkt 93 Zimmer, darunter 32 Appartements der Luxus-Klasse.
Das Hotel wurde 1906 um zwei Geschosse nach Plänen von Jan Lewiński aufgestockt.
1910–1912 befand sich im Erdgeschoss die Buchhandlung von Alfred Altenberg, 1912–1920 die Verlagsanstalt von Altenberg, Seyfarth, Wende u. Ges.
1927 wurde das Hotel gründlich umgebaut, ein fünftes Stockwerk kam von der südlichen Seite hinzu.
1932 wurden der Lesesaal und das Restaurant nach dem Projekt von Tadeusz Wróbel modernisiert. Während der Sowjetherrschaft 1939–1941 und 1944–1990 stand es unter Verwaltung des sowjetischen Reisebüros und trug den Namen „Inturist“.

## Architektur
Die historistische Stilmischung des heute viergeschossigen Baus, mit seinen dominanten Renaissance-, einigen Jugendstilelementen und einem Mansarddach, das an der französischen Stadthotel-Architektur des 17. Jahrhunderts orientiert ist, wurde durch mehrfache Umbauten verstärkt.
In den Nischen der Seitenfassaden befinden sich Skulpturen der vier Erdteile, ein Werk von Leonard Marconi und Antoni Popiel.
Die Hauptfassade zeigt im Dachgeschoss über dem Mittelrisalit ein Flachrelief des Hl. Georg, Namensgeber des Hotels. Es ist ein Werk von Antoni Popiel.

## Berühmte Gäste des Hotels
- Honoré de Balzac
- Franz von Liszt
- Ethel Lilian Voynich
- Maurice Ravel
- Jean-Paul Sartre
- Jan Kiepura
- Józef Piłsudski
- Ignacy Jan Paderewski
- Nikita Chruschtschow